# Kings of Chaos
Kings of Chaos je mezinárodní hudební skupina kterou tvoří ze začátku především současní a bývalí členové Guns N' Roses či Velvet Revolver- Matt Sorum, Duff McKagan, Slash a Gilby Clarke. Postupem času tuto koncertní skupinu doplňují členové dalších kapel. Matt Sorum je jediný kdo je v kapele napevno, je stálý a opět na pozici bubeníka.

## Členové

### Zpěváci
- Sebastian Bach - ex Skid Row
- Gene Simmons - Kiss
- Joe Elliott - Def Leppard
- Glenn Hughes - ex Deep Purple
- Ed Roland - Collective Soul
- Myles Kennedy - Alter Bridge, Slash ft. Myles Kennedy and the Conspirators
- Corey Taylor - Slipknot
- Billy Gibbons - ZZ Top
- Sammy Hagar - ex Van Halen
- Steven Tyler - Aerosmith
- Robin Zander - Cheap Trick
- Chester Bennington - Linkin Park, ex Stone Temple Pilots

### Kytaristé
- Gilby Clarke - ex Guns N' Roses
- Steve Stevens - ex Billy Idol
- Billy Duffy - The Cult
- Slash - Guns N' Roses, ex Velvet Revolver
- Dave Kushner - ex Velvet Revolver
- Nuno Bettencourt - Extreme, ex Satellite Party
- Dough Aldrich ex Whitesnake

### Baskytaristé
- Duff McKagan - Guns N' Roses, ex Velvet Revolver
- Mike Inez - Alice In Chains
- Robert DeLeo - Stone Temple Pilots